# バナナ炎
『バナナ炎』（バナナファイア）は、2009年4月7日から2013年3月26日までTOKYO MXほかで放送されていたバラエティ番組。バナナマンのテレビ初冠番組である。
ソニー・ミュージックエンタテインメントが2009年4月よりTOKYO MX、テレビ神奈川でスタートさせたテレビプロジェクト『E!TV』のうちの一番組である。
2012年6月5日からは番組をリニューアルし、タイトルを『バナナ炎炎』（バナナファイアファイア）へと改題した。その後、2013年3月26日をもってバナナ炎から数えて4年の歴史に幕を閉じた。

## 概説
バナナマンが観客を前にトークライブ形式でトークを行う、本人ら曰く「ダウンタウンさん、さまぁ〜ずさん方式」のトーク番組である。タイトルは、当時“月”曜日に放送していた冠ラジオ番組「バナナマンのバナナ“ムーン”」（TBSラジオ）にあやかる形で、“火”曜日放送の番組のため「バナナ“炎”」となった。
収録は主に番組の公式HPで募集した一般観覧者を集めて行われる。応募条件は「18歳以上、必ず収録に来てくれる人」である。録音機器、カメラ類の持ち込みは禁止で学生服での観覧も断っている。
ハイビジョン制作で地上波アナログ放送に関してはレターボックス放送で16:9画面に準じたテロップ装飾がされている。また、「E!TV」では初めてハイビジョン制作が取り入れた番組である。
2010年5月18日放送分からオープニングと番組セットがリニューアルされた。
『バナナ炎炎』へリニューアルした2012年6月5日放送分からは番組ロゴが初めてリニューアルされた他、オープニング・番組セットも再びリニューアル、公式Facebookページが開設された。
上記の通り2013年3月26日放送分の「ノープランロケ箱根編」が最終回となり、「バナナ炎」から数えて4年の歴史に幕を下ろした。放送年数は5年にも満たなかったが、最終回でオークラと椎葉から番組終了を告げられたバナナマンの2人は「終わるのは嫌だ、悲しい」と本音を吐露しており、両者とも「（ノープランロケなんて）色んな芸人さんやタレントさんが羨ましいであろう番組で、自分がテレビを見ていて『こういうのをやってみたい』っていうのが現実となったのがこの番組だった（日村）」「基本的に何もかもが楽しかった（日村）」「（番組が）終らないと思ってたし、それぐらい（仕事じゃなく）生活の一部に入ってた」などと語るなど、当時のバナナマンの2人にとっては相当思い入れのある番組であった。番組側も2人の思いを汲んでか直後に「もう一度必ず復活させる」旨のナレーションを入れており、その言葉通り当番組終了から約1年後の2014年2月7日に、実質後継番組となる「バナナステーキ」の放送が開始された（2015年3月7日に放送終了）。

## 企画・コーナー

### バナナマンのベスト3
- バナナマンが世の中のありとあらゆるモノのベスト3を独断と偏見で決定するコーナー。毎回番組サイドからテーマが与えられ、それについての街角インタビューの結果を踏まえた上で設楽と日村が1台のホワイトボード[注釈 4]を前に即興コントを交えながら議論を繰り広げる。
- バナナマンの2人が分からないことをインターネット検索で素早く調査する「パソコン隊」がいる[4]。
- 2009年10月27日放送分を最後に「バナナん家」が放送されなくなったことから、このコーナーのみで番組が構成されるようになった。
- 基本的に1放送回につき1つのテーマを取り上げるが、議論が白熱・停滞した場合には1つのテーマを2放送回に渡って放送することもあった。
- 『バナナ炎炎』へのリニューアルに伴い終了。

### バナナん家
- コーナー名の読みは「ばななんち」。世の中、気になって仕方がない話題を持っているゲスト（主にX-GUN）がスッキリ解決を求めてバナナマンの部屋を訪れる。セットはアパートの一室のようになっており、ゲストは毎回窓から入ってくる。バナナマンの2人はゲストが登場するまで他愛もない世間話をするのが恒例。
- このコーナーのゲストは全てホリプロ及びホリプロコム所属の芸人で固められていたが、上述の通り全編通してほぼX-GUNがゲスト出演していた。
- 当初はX-GUNの2人が世の中の気になって仕方ない話題を持ち寄ってバナナマンとトークを繰り広げるという内容だったが、2009年6月9日放送分からホリプロコム所属の若手芸人も出演するようになり、その後「バナナマンさんコレ知ってますか？」と題してホリプロコム所属の若手芸人が自ら検証してみたい疑問に挑み、その検証結果をVTRで紹介するコーナーも行うようになった。同年10月6日放送分からは番組視聴者からのお悩みを解決していくコーナーへと変わっていったが、10月27日放送分を以って自然消滅となった。

### ノープランロケ
- 2009年8月から不定期に行われた旅企画。ロケ資金10万円とレンタカーが支給され、どこへ行き何をするのかはバナナマンの判断次第の完全ノープランでロケを行う。3〜4週分の撮れ高を目指し、バナナマンが好き勝手にロケを進行する。殆どの回で設楽の独裁体制となり、設楽が課すポイント制に残りの3人が戦々恐々となる場面がお約束となっていた。また第1弾のみ3時間ごとにバナナマンのベスト3を行うというルールがあった。
- 東京からレンタカーで旅をするという特性から北関東を目的地とすることが多いが、韓国や香港など海外でのロケも行った事がある。
- この企画では、番組の総合演出を担当しているディレクターの椎葉宏治と番組構成を担当している構成作家のオークラの2人も出演者として旅に同行している。2012年4月10日～5月15日放送分の大阪・名古屋編では「撮れ高次第」のメンバー（児嶋一哉・鈴木拓・高橋健一）も同行した（ただし児嶋のみ途中参加）。

### バナナマンの答え
- 『バナナ炎炎』へのリニューアルと共にスタートした、「バナナマンのベスト3」に代わるメインコーナー。視聴者から寄せられた質問に対しバナナマンなりの答えを導き出す。
- リニューアルに伴い、セット内のボタンを押すと新たに新設された大型モニターに質問内容が映し出される形になった。
- 1回の放送で3つ程度の質問に答える。

## エンディングテーマ

### バナナ炎炎
2012年
- SMJ全日本スキマ音楽『歌うほどでもないさようなら』（6月・7月度）

## バナナ炎 レギュラー放送局
| 放送対象地域   | 放送局              | 系列           | 放送時期                       | 放送時間           | 備考               |
| -------------- | ------------------- | -------------- | ------------------------------ | ------------------ | ------------------ |
| 東京都         | TOKYO MX            | 独立UHF局      | 2009年4月7日 - 2012年5月29日   | 火曜 23:30 - 24:00 |                    |
| 神奈川県       | tvk                 | 独立UHF局      | 2009年4月7日 - 2010年3月30日   | 火曜 23:30 - 24:00 | MXと同時ネット     |
| 大阪府         | テレビ大阪（TVO）   | テレビ東京系列 | 2009年7月10日 - 2011年9月25日  | 日曜 25:05 - 25:35 | ほぼ5ヶ月遅れ      |
| 香川県・岡山県 | 西日本放送（RNC）   | 日本テレビ系列 | 2009年10月6日 - 2009年12月29日 | 火曜 25:49 - 26:19 |                    |
| 香川県・岡山県 | 西日本放送（RNC）   | 日本テレビ系列 | 2011年10月3日 - 2012年11月     | 月曜 25:34 - 26:04 | レギュラー放送再開 |
| 中京広域圏     | メ〜テレ（NBN）     | テレビ朝日系列 | 2010年1月7日 -                 | 木曜 25:25 - 25:55 |                    |
| 北海道         | 北海道テレビ（HTB） | テレビ朝日系列 | 2010年1月10日 - 2013年5月21日  | 火曜 25:50 - 26:20 | 約1年1ヶ月遅れ     |
| 宮城県         | 東北放送（TBC）     | TBS系列        | 2010年1月14日 - 2011年10月21日 | 金曜 25:25 - 25:55 |                    |
| 大分県         | 大分朝日放送（OAB） | テレビ朝日系列 | 2010年7月26日 - 2011年3月28日  | 月曜 25:20 - 25:50 |                    |
| 鳥取県・島根県 | 山陰放送（BSS）     | TBS系列        | 2010年10月1日 - 2011年6月17日  | 金曜 26:00 - 26:30 | 不定期→レギュラー  |
| 福岡県         | TVQ九州放送（TVQ）  | テレビ東京系列 | 2009年10月8日 - 2010年4月8日   | 木曜 25:53 - 26:23 |                    |
| 福岡県         | TVQ九州放送（TVQ）  | テレビ東京系列 | 2013年1月8日 - 2013年3月25日   | 火曜 26:05 - 26:35 | 放送再開           |

備考
1. ^当初は金曜25:23 - 25:53、2010年4月〜9月までは金曜26:00 - 26:30、2010年12月までは土曜26:15 - 26:45、2011年3月までは火曜 26:00 - 26:30、6月までは火曜 26:05 - 26:35に放送。
2. ^2010年4月16日までは木曜25:34 - 26:04枠、2010年4月24日〜9月24日までは金曜26:00 - 26:30枠で放送。
3. ^2010年8月13日に不定期で放送開始。放送時間は金曜25:25 - 25:55。
4. ^#147バナナマンのベスト3『牛乳とシェイクしたらバナナミルクより美味しい!新しい●●ミルク』」から再開。ほぼ1年遅れ。

## バナナ炎炎 レギュラー放送局
| 放送対象地域   | 放送局                | 系列           | 放送時期                      | 放送時間           | 備考                                            |
| -------------- | --------------------- | -------------- | ----------------------------- | ------------------ | ----------------------------------------------- |
| 東京都         | TOKYO MX              | 独立UHF局      | 2012年6月5日 - 2013年3月26日  | 火曜 23:30 - 24:00 |                                                 |
| 長野県         | 信越放送（SBC）       | TBS系列        | 2012年7月3日 - 2013年5月21日  | 火曜 24:20 - 24:50 |                                                 |
| 熊本県         | 熊本放送（RKK）       | TBS系列        | 2012年7月5日 - 2013年5月23日  | 木曜 25:03 - 25:33 | 「バナナ炎」放送時の事は 不定期放送局欄を参照。 |
| 大分県         | 大分放送（OBS）       | TBS系列        | 2012年7月20日 -               | 金曜 25:15 - 25:45 |                                                 |
| 宮城県         | 東北放送（TBC）       | TBS系列        | 2012年8月14日 - 2013年6月18日 | 火曜 25:10 - 25:40 |                                                 |
| 福島県         | テレビユー福島（TUF） | TBS系列        | 2012年11月1日 -               | 木曜 25:20 - 25:50 |                                                 |
| 香川県・岡山県 | 西日本放送（RNC）     | 日本テレビ系列 | 2012年11月6日 -2013年6月4日   | 火曜 26:00 - 26:30 | 69日遅れ                                        |
| 福岡県         | TVQ九州放送（TVQ）    | テレビ東京系列 | 2013年4月2日 -                | 火曜 25:00 - 25:30 | 約11ヶ月遅れ                                    |
| 北海道         | 北海道テレビ（HTB）   | テレビ朝日系列 | 2013年5月28日 -               | 火曜 25:50 - 26:20 | 約1年遅れ                                       |

### 不定期放送局
- 福島放送（KFB・テレビ朝日系）- 『金曜ナイトセレクション』内で放送。
- 北陸放送（MRO・TBS系） - 主に穴埋めに放送。
- あいテレビ（ITV・TBS系） - 主に穴埋めに放送。
- 熊本放送（RKK・TBS系） - 2010年3月13日・20日・27日の午前11時に放送後、同年4月3日から毎週土曜25:43 - 26:13にレギュラー放送開始。同年5月から、再び土曜日午前11時に不定期で放送。 稀に深夜でも不定期放送していた。
- 長崎放送（NBC・TBS系） - 主に穴埋めに放送。

## スタッフ
- 総合演出：椎葉宏治
- ナレーター：落合隼亮
- 構成：オークラ、寺田智和、興津豪乃、永井ふわふわ
- TD：石毛雄己
- CAM：五十嵐陽
- VE：柳沼修
- AUD：目野智子
- PA：橋本淳志
- 美術プロデューサー：関口美千代
- 美術進行：佐藤政之
- デザイン：ヨシマルシン
- スタイリスト：渡辺光
- ヘアメイク：ファーストステップ
- 編集：真野公宏
- MA：杉山勉
- 音効：上口昭雄
- AP：妹尾こずえ
- 協力：ソニー・ミュージックエンタテインメント、ホリプロコム、スウィッシュ・ジャパン、ミッククリエーション、シアターエンジニアリング、トゥ・ミックス
- ディレクター：鳥越一夫、好田康智、加用裕紀
- プロデューサー：北詰由賀、相沢直、扇京子
- エグゼクティブプロデューサー：宮原匡彦
- 企画：テレバイダー・エンタテインメント[注釈 14]
- 製作著作：バナナ炎パートナーズ

## DVD
発売元・販売元ともにアニプレックス、収録は放送順ではなくランダムである。2010年5月24日付けのオリコン週間DVDランキングバラエティ/お笑い部門で、Vol.3が1位、Vol.4が2位、Vol.5が3位になり、番組DVDがトップ3を独占した。バナナマンが同ランキングのお笑い部門の1位を獲得するのは、これが初である。

### DVD-BOX
また、DVD発売と連動したイベントが断続的に開催されている。
- 「日村ハッピーバースデイ」公開番組収録（2010年5月12日 東京都・タワーレコード渋谷店）
- トーク＆握手会（2010年6月15日 宮城県・HMV仙台一番町店）
- ノープランロケDVD-BOX発売記念トーク＆握手会（2010年10月24日 東京都・HMVルミネ池袋店）

## 関連番組
- バナナステーキ - 2014年2月7日から2015年3月7日まで放送された実質の後継番組である[注釈 15]。